# Helene Mayer
Helene Mayer (Offenbach am Main, 20 de dezembro de 1910 – Munique, 15 de outubro de 1953) foi uma esgrimista campeã mundial e olímpica. Representou a Alemanha Nazi nos Jogos Olímpicos de Verão de 1936, apesar de ter sido forçada a deixar o país e se refugiar nos Estados Unidos por ser judia.
Mayer é considerada pela revista Sports Illustrated como uma das 100 maiores atletas do século XX

## Carreira
Mayer ganhou a medalha de ouro olímpica na esgrima aos 17 anos, na prova do florete individual dos Jogos Olímpicos de 1928 em Amsterdã, vencendo 18 duelos e perdendo apenas dois em toda a campanha. Após os Jogos venceu o Campeonato Europeu em 1929 e 1931.
Nos Jogos Olímpicos de 1932 em Los Angeles terminou em quinto lugar no florete. Após os Jogos manteve-se nos Estados Unidos para estudar na Universidade da Califórnia do Sul.
Em 1933 soube que havia sido expulsa do clube de esgrima de Offenbach como parte da expurgação nazista para atletas judeus. Mayer teve que sair da Alemanha depois que Adolf Hitler subir ao poder, pouco antes da Segunda Guerra Mundial, pois era filha de pai judeu.
Ao retornar aos Estados Unidos, recebeu apoio da Amateur Athletic Union que tentou boicotar os Jogos Olímpicos de 1936, a ser realizada em Berlim, a menos que os judeus fossem autorizados a participar da equipe alemã para e a competir pela Alemanha nas Olimpíadas. Em um gesto de compreensão, o Comité Olímpico Alemão convidou Mayer e outros atletas judeus a aderir à equipe nacional.
Ela aceitou, e retornou à Alemanha para competir nos Jogos Olímpicos de Verão 1936, apesar dos protestos da comunidade judaica nos Estados Unidos e de outros atletas judeus, esperando ser aceita novamente na sociedade alemã.
Mayer ganhou a medalha de prata, sempre competindo na prova do florete individual. Controversamente, usou a suástica no uniforme e se viu obrigada a realizar a saudação de Hitler no pódio durante a cerimônia de entrega das medalhas. Posteriormente explicou que fez isso para salvar a sua família. Embora o seu pai tinha morrido em 1931, sua mãe e mais dois irmãos tinham continuado a viver na Alemanha. Conquistou o campeonato mundial feminino em 1937.

## Pós-olimpíadas
Após os Jogos de 1936, Mayer viveu nos Estados Unidos onde obteve uma carreira vitoriosa na esgrima, além de já ter vencido o Campeonato Americano de florete em 1934 e 1935, repetiu a conquista em 1937, 38, 39, 41, 42 e 46.
Em 1952 Helene Mayer retornou a Alemanha, onde se casou com um engenheiro de Stuttgart. Pouco tempo depois, morreu devido a um câncer de mama aos 42 anos de idade.